# American Standard Companies
American Standard Companies, Inc. è stato un produttore globale di sistemi e servizi idraulici, di riscaldamento, ventilazione e condizionamento dell'aria (HVAC), prodotti per bagni e cucine e sistemi di controllo dei veicoli.
La società è stata costituita nel 1929 dalla fusione dell'American Radiator Company e della Standard Sanitary Manufacturing Company, formando l'American Radiator and Standard Sanitary Corporation. Il gruppo è stato ribattezzato "American Standard Corporation" nel 1967.
La società ha ceduto tutto tranne l'attività HVAC nel 2007 ed è stata ribattezzata Trane. Trane è stata acquisita da Ingersoll Rand nel 2008.

## Storia
Nel 1929, la American Radiator Company (fondata nel 1892) si è fusa con la Standard Sanitary Manufacturing Company (fondata nel 1875) per formare la American Radiator and Standard Sanitary Corporation. La divisione idraulica, Standard Sanitary, ha continuato a vendere i propri prodotti con l'etichetta "Standard" fino al 1967, quando l'azienda ha cambiato nome in American Standard Corporation. L'etichetta American Standard è stata utilizzata per entrambe le divisioni da quell'anno in poi.
Nel 1929, American Standard ha acquistato la Kewanee Toilet Boiler Company, che ha mantenuto fino all'inizio degli anni '70. 

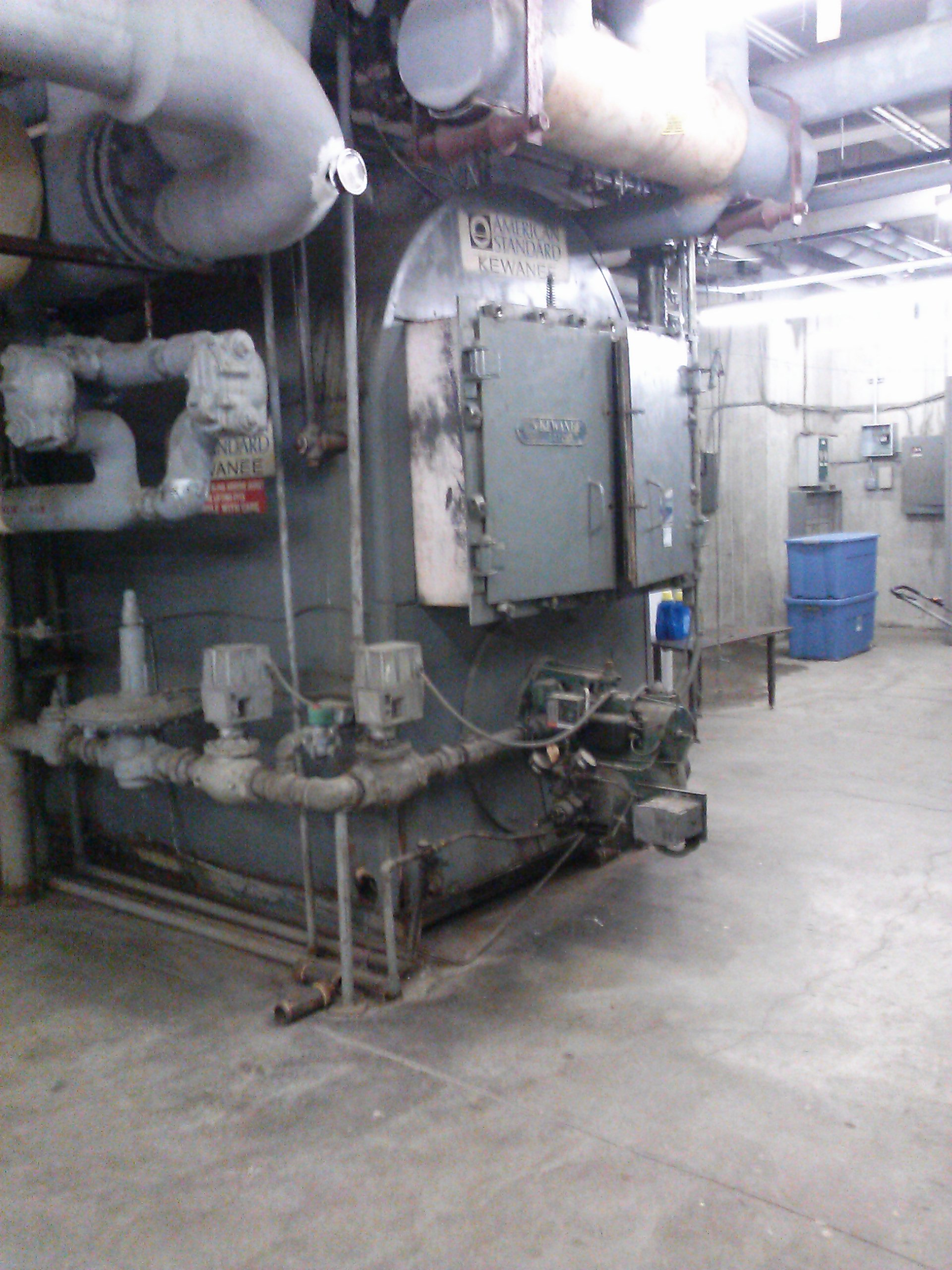
Caldaia Kewanee

Nel 1968, il gruppo ha acquistato la gamma di prodotti per il movimento terra e l'estrazione mineraria della Westinghouse Air Brake Company. Ha ceduto queste risorse nel 1984.
Nel 1984, il gruppo ha acquisito la società Trane mentre nel 1999, American Standard ha acquistato il controllo della Armitage Shanks con sede nel Regno Unito e dell'italiana Ceramica Dolomite da Blue Circle Industries per $ 430 milioni.
Il 1º febbraio 2007, la società ha annunciato che avrebbe separato le sue tre divisioni. Il piano prevedeva la vendita della sua divisione cucina e bagno; e lo scorporo della sua attività di sistemi di controllo dei veicoli; il resto dell'azienda, principalmente la sua attività di condizionamento dell'aria doveva essere mantenuto e ribattezzato "Trane":
- La divisione dei controlli dei veicoli è stata scorporata, formando WABCO Vehicle Control Systems.
- La divisione cucina e bagno è stata venduta: Bain Capital Partners ha acquisito la divisione per 1,745 miliardi di dollari[4]. Bain Capital ha venduto le attività nordamericane e asiatiche rispettivamente a Sun Capital e Lixil Group, pur mantenendo le attività europee e latinoamericane come Ideal Standard[5]. Le operazioni in Nord America sono diventate American Standard Americas, mentre le attività globali sono diventate Ideal Standard.
- Il resto della società detenuta è stato rinominato, prendendo il nome della sua controllata di riscaldamento e condizionamento Trane. Ingersoll Rand ha fatto un'offerta per acquisire la società il 17 dicembre 2007 e la vendita è stata completata il 5 giugno 2008[6].